# 王升山
王升山（1952年—），辽宁辽阳人，汉族，中华人民共和国政治人物、第十一届全国人民代表大会解放军代表。
毕业于国防大学军队指挥专业，是中共党员。担任沈阳军区装备部部长。2008年起担任全国人大代表。